# Aleksander Rak
Aleksander Rak (ur. 6 sierpnia?/18 sierpnia 1899 w Odessie, zm. 29 lipca 1978 w Katowicach) – polski malarz, grafik, profesor ASP w Katowicach.

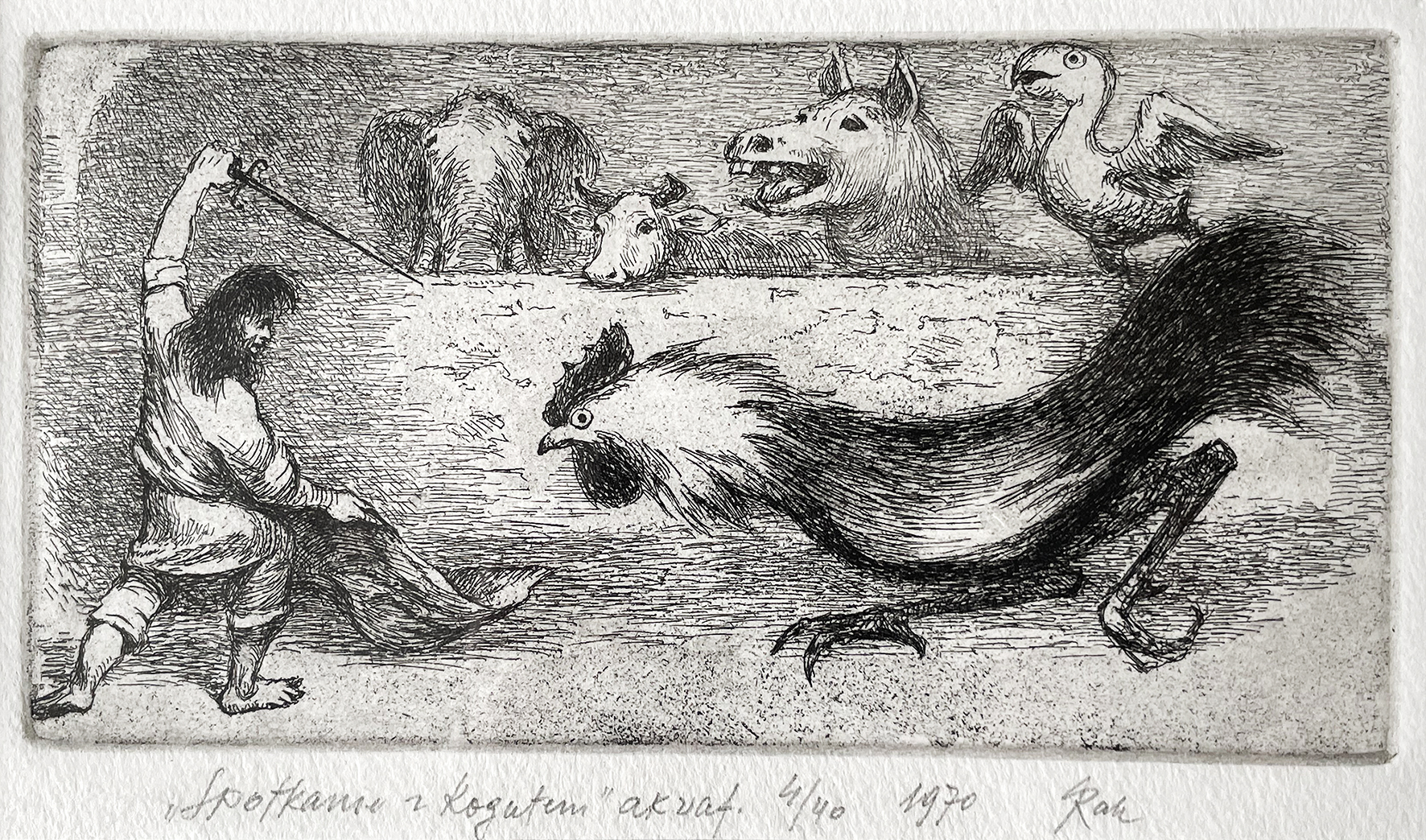
Spotkanie z kogutem, akwaforta, 148x77 mm, 1970

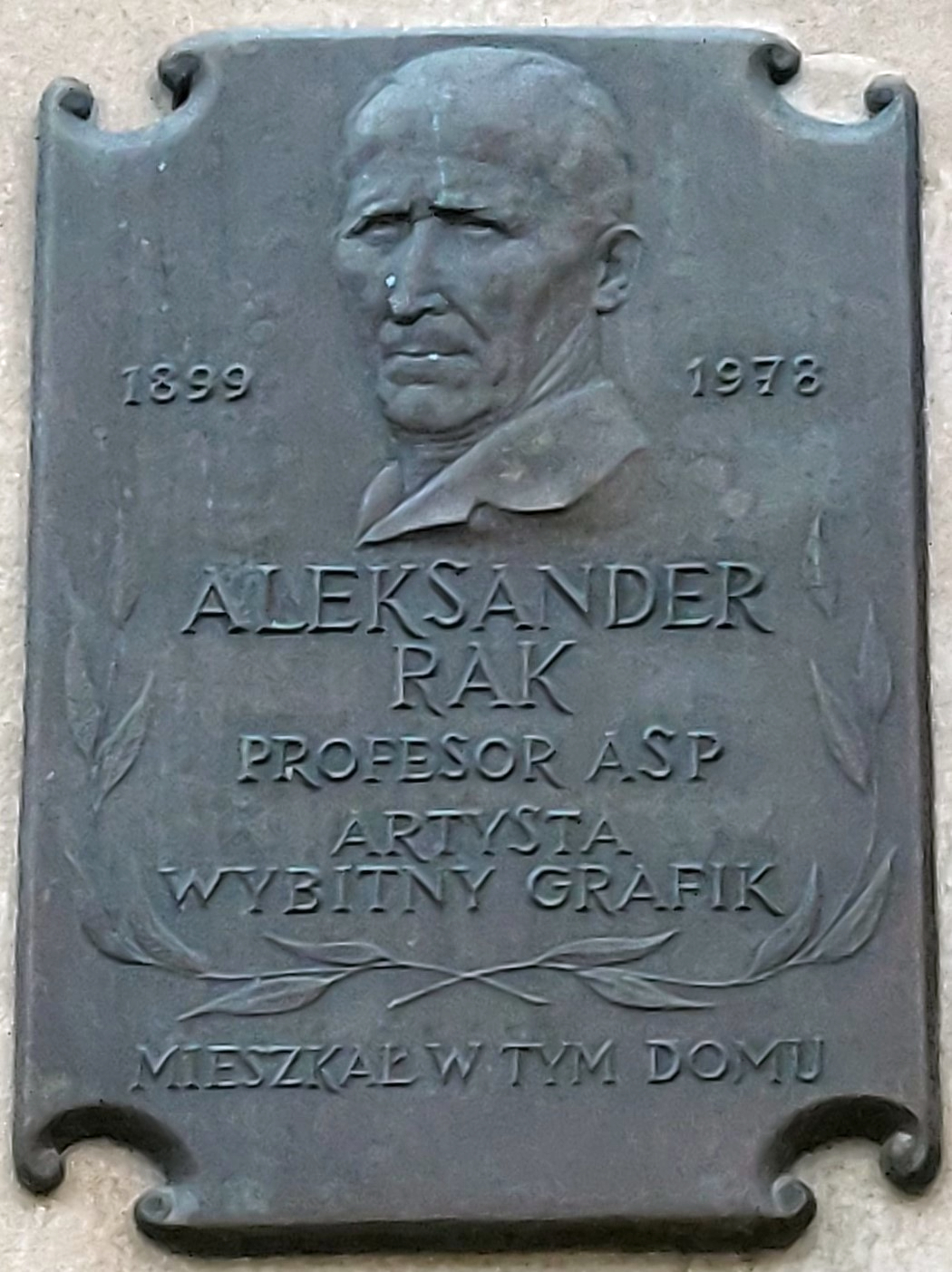
Tablica pamiątkowa w Katowicach

## Życiorys
Urodził się 18 sierpnia 1899 w Odessie. Uczył się w szkole realnej w Kijowie, a po I wojnie światowej przyjechał na studia do Warszawy. Od 1919 uczęszczał do dawnej Szkoły Rysunkowej im. Wojciecha Gersona. W latach 1923–1929 studiował na ASP w Warszawie w pracowni rysunku i malarstwa Miłosza Kotarbińskiego, Tadeusza Pruszkowskiego, Karola Tichego, a grafikę u Władysława Skoczylasa. W latach 1928–1931 pracował w Miejskiej Szkole Dokształcającej w Warszawie. Od 1929 był członkiem stowarzyszenia Szkoła Warszawska. W latach 1932–1935 był nauczycielem rysunku w warszawskiej Szkole Sztuk Zdobniczych Muzeum Rzemiosł i Sztuki Stosowanej. W latach 1936–1939 wykładał rysunek na wydziale projektowania wnętrz, grafiki i rzeźby w Warszawie. Przed wojną był też wieloletnim kierownikiem artystycznym wydawnictw kolejowych Biura Propagandy Kolejowej Ruch. W latach 1934–1939 należał do Koła Artystów Grafików Reklamowych (KAGR), był też członkiem Bloku Zawodowych Artystów Grafików. 
Rysował portrety ludzi pracy oraz pejzaże. Projektował reklamy. Wraz z żoną projektowali witraże, np. Ogrójec, w 1928 dla kościoła w Wildze k. Warszawy. 
W czasie drugiej wojny światowej przebywał w Warszawie, ciężko chorował na gruźlicę. Następnie, w 1942 w czasie nalotu lotniczego bomba trafiła w mieszkanie państwa Raków: zginęła jego żona, Janina Rakowa, mieszkanie oraz większość ich prac została zniszczona.
Po wojnie przeprowadził się do Gliwic. Drugi okres życia i twórczości przypada na lata 1945–1969. Był współorganizatorem Akademii Sztuk Pięknych w Katowicach oraz jej profesorem. Kierował tą uczelnią, pełniąc m.in. funkcję pierwszego jej dziekana, a do roku 1969 kierownika Katedry Grafiki, w 1956 otrzymał tytuł profesora. 
Pochowany na cmentarzu Powązkowskim w Warszawie (kwatera 128-4-23). 

## Uczniowie
Wykształcił wielu wybitnych artystów. Jego uczniami byli m.in.: Waldemar Świerzy, Stefan Suberlak, Andrzej Czeczot, Jerzy Duda Gracz, Jan Nowak, Leszek Rózga i Stanisław Kluska, Konstanty M. Sopoćko.

## Ordery i odznaczenia
- Krzyż Oficerski Orderu Odrodzenia Polski (1996)[6]
- Krzyż Kawalerski Orderu Odrodzenia Polski (1956)[6]
- Złoty Krzyż Zasługi (22 lipca 1952)[7]
- Medal 10-lecia Polski Ludowej (28 lutego 1955)[8]

## Wystawy i nagrody
- Wystawa światowa Nowy Jork – 1939
- Nagroda na wystawie zbiorowej Polskich Artystów Grafików Warszawa – 1937
- Wystawa sztuki polskiej Bloku Zawodowego Artystów Plastyków w Raperswilu – 1936
- I oraz II Międzynarodowa Wystawa Drzeworytów (uzyskał wyróżnienia za drzeworyt Kobiety u studni i suchą igłę Odpoczynek)
- Nagroda prezesa PKO na wystawie w Instytucie Propagandy Sztuki – 1935
- Wyróżnienie w konkursie na projekt polichromii ołtarza głównego w Chełmie Lubelskim – 1935
- Dwukrotnie II nagroda za plakaty w konkursach dla Państwowego Monopolu Spirytusowego – 1933, 1934
- Wyróżnienie w konkursie na plakat propagujący odznakę sportową – 1932
- Międzynarodowa Wystawa Sztuki Religijnej w Padwie – 1931
- Genewa w Musée Rath – 1931
- Wystawy w Towarzystwie Zachęty Sztuk Pięknych – 1930, 1933, 1936
- Powszechna Wystawa Krajowa w Poznaniu – 1929